# Ponciano Arriaga
José Francisco Ponciano Arriaga Leija (San Luis Potosí; 19 de noviembre de 1811-Ib,  12 de julio de 1865), conocido como Ponciano Arriaga, fue un abogado constituyente mexicano. De tendencia liberal y federalista, apoyó el gobierno de Benito Juárez y luchó contra Antonio López de Santa Anna.

## Primeros años
Nació en San Luis Potosí el 18 de noviembre de 1811, y bautizado dos días después; fueron sus padres don Bonifacio Arriaga y doña Dolores Tranquilina Leija de Arriaga. Estudió la carrera de abogado en el Colegio Guadalupano Josefino, que posteriormente sería la Universidad Autónoma de San Luis Potosí, titulándose en 1831.

## Carrera política
Se desempeñó como secretario del general José Esteban Moctezuma, fue regidor del ayuntamiento de su ciudad natal en 1841. Ejerció los cargos de diputado en el Congreso Local y Secretario de Gobierno en Educación en el estado de San Luis Potosí.
Durante el gobierno de José Ignacio Gutiérrez se desempeñó como secretario de Gobierno de su estado natal. En los años de 1843, 1846 y 1849 resultó elegido diputado federal. En 1850, senador. Dos años más tarde, durante la administración de Mariano Arista fue nombrado ministro de Justicia, Negocios Eclesiásticos e Instrucción Pública. Al regresar al poder Antonio López de Santa Anna de la mano de los también liberales Sebastián Lerdo de Tejada y Miguel Lerdo de Tejada, es perseguido y obligado a exiliarse en Nueva Orleáns. Regresó a México una vez triunfante la Revolución de Ayutla. 
Una vez concluida la Revolución de Ayutla, es nombrado diputado constituyente por los estados de San Luis Potosí, Guerrero, Jalisco, México, Michoacán, Puebla, Zacatecas y del Distrito Federal. En este cargo tiene un desempeño notable siendo el presidente de la asamblea. Formó parte de la Comisión de Constitución, por lo que resultó ser el principal redactor del proyecto y uno de los más decididos defensores de la nueva legislación, por lo que fue reconocido como el "Padre de la Constitución de 1857". El 18 de febrero de 1856, se instala en la Ciudad de México el Congreso Constituyente, presidido por Ponciano Arriaga.
La Ley de Procuraduría de Pobres fue promovida por Ponciano como diputado local en el estado de San Luis Potosí (7 de febrero de 1847), para defender a las clases sociales más vulnerables ante los abusos, excesos, agravios, vejación y maltratos de los poderes. Siendo un antecedente de la Defensoría de Oficio (elevada a rango constitucional en 1857) y de la Defensoría Social, y también un antecedente lejano de la actual Comisión Nacional de los Derechos Humanos. Además, dicha procuraduría ha influido en el mundo a las diversas figuras de ombudsman.
Fue designado diputado del Congreso General en 1847, y luego fue elegido como senador, cargo que ocupó del 6 de enero de 1850 de 11 de diciembre de 1851.
Durante la Intervención estadounidense en México, dirigió el periódico El Estandarte de los Chinacates, que proporcionó apoyo logístico a las fuerzas mexicanas y alzó su voz contra los pacifistas que aceptaron la pérdida del territorio. Durante la presidencia de Mariano Arista fue Ministro de Justicia, Negociaciones Eclesiásticas e Instituciones Públicas. Arriaga fue jefe del Partido Liberal y Diputado del Congreso de la Unión opuesto al régimen de Antonio López de Santa Anna, quien lo hizo víctima de una férrea persecución, hasta desterrarlo en Estados Unidos. Al quedar Santa Anna nuevamente como presidente, sale desterrado de México y se exilia en Estados Unidos donde se reúne con otros liberales reconocidos: Juárez, Ocampo y José María Mata.
Orador elocuente y sociólogo notable, Ponciano Arriaga permaneció fiel al lado de Benito Juárez después del golpe de Ignacio Comonfort y formó parte de su gabinete hasta el establecimiento del gobierno en Veracruz. En 1862 fue gobernador interino de Aguascalientes y en 1863 del Distrito Federal. Escribió interesantes textos sobre temas políticos, algunos de los cuales son:
- Por ignorancia o por malicia se ha fallado una injusticia (1842).
- Sobre una pretendida traición a México (1854)
- Voto particular del C. Ponciano Arriaga sobre el derecho de propiedad (1859)

Murió en la ciudad de San Luis Potosí, el 12 de julio de 1865; sus restos fueron exhumados y trasladados a la Rotonda de las Personas Ilustres en la Ciudad de México, el 22 de junio de 1900.

## Ideología
Ponciano Arriaga siempre estuvo preocupado por la educación y por el uso y tenencia de la tierra. En el tiempo que fue gobernador estatal, impulsó la educación popular, que ahora conocemos como educación pública e implementó obras de riego para mejorar la producción agrícola.
Durante la gubernatura de José Ignacio Gutiérrez se desempeñó como secretario de Gobierno de su estado natal. En los años de 1843, 1846 y 1849 resultó elegido diputado federal. En 1850, senador. Dos años más tarde, durante la administración de Mariano Arista fue nombrado ministro de Justicia, Negocios Eclesiásticos e Instrucción Pública. Al llegar al poder Antonio López de Santa Anna, fue perseguido y exiliado a Nueva Orleáns. Regresó a México una vez triunfante la revolución de Ayutla. 
En 1856, fue elegido representante al Congreso Constituyente por los estados de Guerrero, Jalisco, México, Michoacán, Puebla, San Luis Potosí, Zacatecas y el Distrito Federal. Fue el primer presidente de ese Congreso. Su función como legislador quedó demostrada en su Voto particular sobre la propiedad, que criticó la injusta distribución de la misma y la acumulación de la tierra en manos improductivas, las cuales originaban el atraso del país. Para remediar este problema, propuso impulsar una sociedad de pequeños propietarios y hacendados productivos.
Aunque el Congreso Constituyente rechazó sus ideas, el derecho de propiedad sin restricciones fue retomado y profundizado por los revolucionarios de 1910. Se le conoce como el “Padre de la Constitución de 1857”. Fue elegido gobernador de Aguascalientes en 1862 y al año siguiente lo fue del Distrito Federal. 
El 22 de junio de 1900 sus restos fueron trasladados a la hoy Rotonda de las Personas Ilustres.
En su libro Voto Particular de Ponciano Arriaga sobre la propiedad expuso el problema de que la tierra estaba en poder de latifundistas que no la explotaban adecuadamente, ya que grandes extensiones permanecían sin trabajarse. Propuso la creación de pequeñas sociedades de propietarios con la finalidad de que no quedaran tierras ociosas. Esto fue el primer intento de establecer ejidos. Se declaró en contra de la militarización del gobierno y a favor de la igualdad de derechos de las mujeres. Fue autor de la frase: